# Zone Romantica
 Zone Romantica (fostul Romantica) a fost un canal TV european lansat în 1998. Canalul a difuzat un amestec de telenovele, muzică și divertisment din întreaga lume, în special din America Latină. Canalul a fost disponibil 24 de ore pe zi, spre 20 de teritorii din Europa Centrală și de Est, Marea Britanie, Irlanda, precum și Orientul Mijlociu. Canalul a ajuns la 8 milioane de abonați. 
                            
Canalul lansat pe Sky Digital în Marea Britanie și Irlanda la 3 septembrie 2007. Acesta a difuzat între orele 8:00 și 3:00 de la început. Slotul pentru EPG Sky a fost achiziționat de la Ben TV. 
La 6 mai 2008 a fost unul dintre canalele care au fost pe platforma Freesat de pe platforma liberă încă de la început. 
La 14 septembrie 2009, a fost dezvăluit când grupul internațional CBS, CBS Studios International, a încheiat o afacere comună cu Chellomedia pentru a lansa 6 canale CBS în Marea Britanie în 2009. Noile canale vor înlocui Zone Romantica, Zone Thriller, Zone Horror și Zone Reality, plus serviciul timeshift Zone Horror +1 și Zone Reality +1. La 1 octombrie 2009, a fost anunțat că CBS Reality, CBS Reality +1, CBS Drama și CBS Action va lansa pe 16 noiembrie 2009 înlocuirea Zone Reality, Zone Reality +1, Zone Romantica și Thriller Zone. Pe 5 aprilie 2005, Zone Horror și Zone Horror +1 au fost rebrandate ca Horror Channel și Channel Horror +1, urmând rebrandul celorlalte trei canale din noiembrie 2009. 
La 2 iulie 2012, versiunea în limba maghiară a Zone Romantica este înlocuită cu Film Cafe, alături de Filmmúzeum care era înlocuit cu Film Mania. La 1 august 2012, Chellomedia a dezvăluit că toate versiunile europene ale canalelor de zone vor fi rebrandate în canalele CBS. CBS Action a înlocuit Zone Romantica la 3 decembrie 2012.

## Despre canal
A fost o televiziune internațională de telenovele lansată în 1998, de compania britanică AMC Networks International. În aprilie 2009 televiziunea a fost relansată în România de către trustul Realitatea Media. 
Zonemedia Networks, care a preluat în 2008 denumirea Chello Zone, face parte din Chellomedia, o companie internațională de media și divizia europeană a Liberty Global. 
Romantica a fost prezentată și în Republica Moldova prin rețele de cablu tv și satelit.    
În anul 2007, Romantica a avut o cifră de afaceri de 6,7 milioane de lei și pierderi de 3,5 milioane de lei. 

## Programare
Gama de programare pentru UK/ Éire include 3 săli de operă clasice de primă clase.        

### Afișări curente
- O escrava Isaura
- Amazônia, de Galvez și Chico Mendes
- Aunque mal paguen
- ¿Dónde está Elisa?
- El encantador
- Hilda Furacão
- La quiero a morir
- Los misterios del amor
- Mulcher
- Mõnoz vale por 2
- Pocholo
- Sabrosa pasionat
- Sabrosa pasion plus
- Salvator de mujeres
- Vivir asi
- Voltea pa 'que te enamores
- La diosa Coronada